# Stereophyllum limnobioides
Stereophyllum limnobioides là một loài rêu trong họ Stereophyllaceae. Loài này được Renauld mô tả khoa học đầu tiên năm 1891.